# لینا پیترمان
لینا پیترمان (به آلمانی: Lena Petermann، زادهٔ ۵ فوریهٔ ۱۹۹۴) مهاجم فوتبال اهل کشور آلمان است. وی هم‌کنون برای تیم فرایبورگ بازی می‌کند. او همچنین یکی از بازیکنان تیم ملی فوتبال زنان آلمان است.

## پیشهٔ باشگاهی
لینا پیترمان کار خود در ردهٔ باشگاهی با تیم هامبورگ آغاز کرد. وی در سال ۲۰۱۳ به ایالات متحده آمریکا رفت تا در لیگ فوتبال دانشگاه‌ها و برای تیم یو سی اف نایتس وومنز ساکر در فلوریدا بازی کند. او در اولین سال حضورش در این تیم به عنوان پدیدهٔ لیگ جایزهٔ کانفرنس رووکی سال (به انگلیسی: the Conference rookie of the year) را از آن خود کرد. پس از اردوی موفق با تیم ملی فوتبال زنان زیر ۲۰ سال آلمان در جام جهانی فوتبال زنان زیر ۲۰ سال در سال ۲۰۱۴ با بدست آوردن موقعیت تصمیم به بازگشت به آلمان و بازی برای باشگاه فرایبورگ گرفت.